# Ой по всім світі сталася новина
«Ой, по всім світі сталася новина» («На цілім сьвіті сталася новина», «У городі Віфліємі случилася новина») —  належить до колядок з євангельським сюжетом про пошуки Іродом Ісуса Христа. 
Тема пісні — утеча Марії з Дитиною до Єгипту та диво з пшеницею. На думку Михайла Грушевського, цей мотив пов'язаний з популярним в християнській символіці порівнянням Христа з пшеничним зерном. За словами Ісуса, «якщо пшеничне зерно, впавши в землю, не помре, то залишиться одне, а якщо помре, то принесе багато плоду » (Євангелія від Іоанна, 12:24).

## Текст
| Ой, по всім світі сталася новина: Пречиста Діва породила сина. Як породила, в пелени повила, Сінце красне йому постелила. Сінце прекрасне, як тота лелія, В сінце прекрасне повила Марія. Як сі Жидове о тім довідали, За Пречистою а всюди шукали. Як ся Пречиста о тім довідала, З Ісусом Христом в Єгипет тікала. Тікала вона чистим полем йдучи, Здибає хлопа, пшеницю сіючи. «Помагай Біг, хлопе, пшеницю сіючи, Виходи ж завтра пшениченьку жнучи!» (Варіант. Здибала хлопа в полі оручи, Свою пшеницю на ріллі сіючи. «Ой сій, хлопе, в ім’я моє, Завтра будеш жать як своє!») Як ся жидове о тім довідали, За Пречистою а в погоні гнали. Ой гнали, гнали чистим полем йдучи, Здибали хлопа, пшениченьку жнучи. «Помагай Біг, хлопе, пшениченьку жнучи, Чи не здибав ти Пречистую йдучи?» «Ой здибав, здибав Пречистую йдучи, Як на ріллі пшеницю сіючи» Стала Жидова як тая тростина: Там їм ся чуд став від Божого Сина. (Варіант. Здибали хлопа у полі жнучи, Свою пшеницю у сніп складаючи. Ци сь не видів, хлопе, Марію біжучи, Свою пшеницю у сніп складаючи?») «Ой видів єм, видів Марію біжучи, Свою пшеницю на ріллі сіючи». | Божая ясність очі їм затьмила. Пречиста Діва в лісі ночувала, Та з леду вогню вона викресала. Зі снігу вона свічку витопила, Що на цілий світ людям засвітила. Ой долов ми, долов (2) далеко Там же ми рілля та й не орана, Та не орана а не сіяна. Оре ми оре убогий седлячок: З одного (кінця) оре й з другого сіє. Лежить там, лежить здавна стеженька, Стеженьков іде Матінка Божа, Несе вона, несе в руках соколя. «Біг-помагай-Біг, вбогий седлячку». «Бодай здорова, Матінка Божа!» «Будуть тут іти Жиди й Жидівки, Жиди й Жидівки, жидівські дівки, Не повідай же ти, ще я тепер ішла, Повідай же ти, що я тоді ішла, Коли ти орав, пшениченьку сіяв». Іще Мати Божа гору не перейшла, Стали, ей стаді Жидове вганяти — Жиди, Жидівки й жидівські дівки. «Біг-помагай-Біг, убогий седлячку, Дав ти Біг щастя, ще ти дасть ліпше, Іно нам повідж, чи не йшла туди, Чи не йшла туди так білоглова, Чи не несла вона на руках сокола?» «Ішла вона, ішла, коли я тут орав, Коли я тут орав, пшениченьку сіяв, А тепер уже я пшениченьку зажав». Стали Жидове радоньки радити, Радоньки радити, що мають робити». Радоньки врадили, назад ся вернули. |

## Варіант колядки
Варіант колядки увійшов до альбому ансамблю «Божичі» «Колядницькі пісні»:
| У городі Віфліємі случилася новина Діва Марія спородила Сина В зеленим сені в ясла положила А та жидова о цім й довідала За Сусом Христом по яслах шукала Діва Марія о цім й довідала, З Ісусом Христом в Єгипет біжала Ой, бігла, бігла, як буйний вітер віяв Ой, там господар пшениченьку сіяв Боже, помагай цю пшениченьку сіять Сьогодні сієш, завтра будеш жати | Сьогодні сієш, завтра будеш жати Тільки не кажи, що бігла Божа Мати А та жидова о цім й довідала За Сусом Христом в Єгипет біжала Ой бігла, бігла, як буйний вітер віяв Ой, там господар пшениченьку жав Боже, помагай цю пшениченьку жати Ой, чи не бігла Божа Мати Ой бігла, бігла, як буйний вітер віяв Ой, тоді ж бо я пшениченку сіяв Стала жидова яко в полі билина Ой, дивно-дивно нам з Божого Сина |

## Сюжет втечі до Єгипту
За твердженнями Михайла Грушевського, тема пошуку Христа існує в усних оповіданнях: 
| «Як свята Марія втікала з маленьким Сусиком від Ірода, то здибала в полі, як хлоп сіяв жито. Та й вона сказала до того хлопа: «Пам’ятай, чоловіче, як тут буде хто гнати й спитає тебе, чи сь не видів мене, як я втікала, то ти скажи, що сь видів, як сіяв те жито». Та й Мати Божа знов, стала втікати далі, іще йно була за корчами — як її не видно вже було, як тут над’їздить на коні Ірод та й питається хлопа: «Гей, ти хлопе! а не видів ти, чи втікала часом тут Марія c Сусом?» А хлоп каже: «Видів втікала» «А коли, давно?» — питає Ірод, — «А во, як я те жито сіяв». Аж тут оглядається хлоп на жито, а воно вже й виросло й достигло, що можна вже жати. Той Ірод подивився на те жито та й каже: «Ге, ге, коли те вже було! коли ти ще жито сіяв, а воно тепер вже виросло, то вона хто знає де вже втікла. Шкода труду, треба вернутися!» Та й вернувся назад».[1] |

## Сюжет дива з пшеницею
Колядки з подібним сюжетом поширені й в інших європейських регіонах. 
| Тоді Ісус і Йосиф І Марія непізнана Минули хлібороба, Що саме сіяв зерно. «Помагай Боже, каже Ісус, Іди по вола і віз І вези назад зерно, Що нині посіяв». Хлібороб упав на коліна І навіть на лице. «Довго дожидали тебе, Та нарешті ти прийшов. І я сам нині вірю, Що ім’я твоє Ісус. Спасителю ти роду людського, Хоч всі того не варті». «Ти правду мовив, чоловіче, Можеш бути певен, Бо я проллю свою цінну кров За тебе і тисячі інших, | А як прийде якийсь І запитає про мене, Скажи, що Ісус минув тебе, Як ти ще збіжже сіяв». По сім прийшов цар Ірод З своєю дружиною лютою, Питаючися хлібороба, Чи не ішов Ісус. «Треба сказати правду, Щоб правда була звісна, Ішов Ісус дорогою, Як я ще збіжже сіяв». Та нині я вже зжав І дещо вже на возі Готове, щоби везти Його назад до комори». «Вертайте, каже старший, Весь труд ваш надурно, Бо повні три чверті року Відколи він посіяв». |